# Saint-Girons-en-Béarn
Saint-Girons-en-Béarn (antigamente, simplesmente Saint-Girons) é uma comuna francesa na região administrativa da Nova Aquitânia, no departamento dos Pirenéus Atlânticos. Estende-se por uma área de 5,21 km². Em 2010 a comuna tinha 163 habitantes (densidade: 31,3 hab./km²).